# Charles-Maurice de Monaco
Charles-Maurice de Monaco (monégasque : Carlu-Mauriçi de Mu̍negu), également appelé Charles-Maurice Goyon de Matignon ou Charles-Maurice Grimaldi, comte de Valentinois (1747) et grand d’Espagne, est un aristocrate né le 14 mai 1727 à Paris et mort le 18 janvier 1798 à Maury (Suisse).
Dernier fils du prince souverain (1731-1733) Jacques Ier de Monaco (1689-1751) et de la princesse souveraine (1731-1731) Louise-Hippolyte de Monaco (1697-1731), c’est un militaire et un gouverneur français.
Surnommé « le Chevalier de Monaco », Charles-Maurice est le frère du prince souverain (1733-1793) Honoré III de Monaco (1720-1795). Il ne doit pas être confondu avec Antoine Grimaldi (1697-1784) dit le « chevalier de Grimaldi », qui exerça le gouvernement effectif de la Principauté sous le règne d’Honoré III.

## Famille
Le prince Charles-Maurice est le fils de la princesse souveraine (1731-1731) Louise-Hippolyte de Monaco (1697-1731) et de son époux, le prince souverain (1731-1733) Jacques Ier de Monaco (1689-1751).
Par sa mère, il est donc issu de la famille Grimaldi tandis que, par son père, il descend de la famille de Goyon.

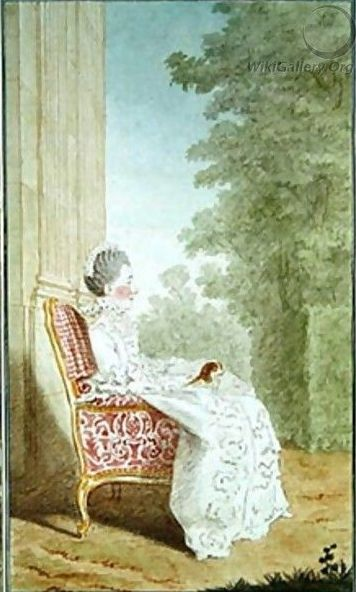
Son épouse Marie-Christine de Rouvroy par Carmontelle.

Le 10 décembre 1749, en la chapelle de l’hôtel Saint-Simon à Paris (avec approbation du roi Louis XV du 1er novembre 1749), il épouse Marie-Christine de Rouvroy de Saint-Simon (1728-1774), qui est la fille de Jacques-Louis de Rouvroy (1698-1746), duc de Saint-Simon par donation entre vifs, dit « duc de Ruffec », et de son épouse Catherine-Charlotte-Thérèse de Gramont (1707-1755). Marie-Christine est la petite-fille du célèbre mémorialiste Louis de Rouvroy de Saint-Simon (1675-1755), duc de Saint-Simon. Son épouse étant grande d’Espagne de première classe, Charles-Maurice devient grand d’Espagne de première classe jure uxoris.
De ce mariage, qui se termine par une séparation en 1766, ne naît aucun enfant.

## Carrière civile et militaire
Charles-Maurice de Monaco, ne présenta jamais ses vœux à l'ordre de Saint-Jean de Jérusalem qu'il quitte à la suite de la mort de deux de ses frères aînés.
Nommé guidon de Gendarmerie en 1745, à l'âge de 18 ans, il participe quelques mois après à la bataille de Fontenoy, durant laquelle il est blessé (11 mai). Voltaire écrit un poème "propre à enflammer les cœurs et à faire aller les jolis seigneurs de la cour à l'immortalité" où il évoque la blessure du comte de Valentinois en ces termes: "Monaco perd son sang, et l'amour en soupire." Promu enseigne des gendarmes de Bretagne le 8 mars 1746, il est fait sous-lieutenant de la même compagnie en mars 1747. Le 10 février 1759, il est élevé au rang de brigadier de cavalerie Lieutenant-général au gouvernement de Normandie, gouverneur de Granville, de Saint-Lô, de Cherbourg et des îles Chausey.
Bien qu'il soit présenté dans un ouvrage de 1777 comme chevalier de la Toison d’or, on ne trouve pas de Charles-Maurice de Monaco dans les listes disponibles. Une confusion avec sa qualité de grand d’Espagne jure uxoris est possible.

## Armoiries
| Blason | Blasonnement : Fuselé d'argent et de gueules. |